# Hydrohalite
L'hydrohalite (NaCl·2H2O) est un minéral qui se trouve dans les saumures (en l'occurence, NaCl et H2O) saturées d'halite (NaCl) à des températures froides (inférieures à 0,1 °C). Elle se forme en hiver à des températures de −21,9 à +0,15 °C,. Elle a été découverte en 1847 dans le gisement de sel gemme (c.-à-d. d'halite) à Dürrnberg, en Autriche. Ces cristaux de « chlorure de sodium hydraté » sont décrits par Piotr Ludovitchovitch Dravert (ru) en Yakoutie en 1908. Elle est le seul chlorure de métal alcalin aqueux naturel connu. Elle est stable à des températures inférieures à −5 °C. C'est un minéral saisonnier.

## Formation
Elle se forme à partir de l'eau de mer ou dans les sédiments du fond des lacs hypersalins à des températures proches du point de fusion. Aux latitudes élevées, c'est une technique de production de sel. On peut aussi la trouver associée à d'autres minéraux comme la halite ou le gypse. Elle a aussi été découverte sur Cérès par Dawn, suggérant un océan primitif, survivant peut-être sous forme d'océan relique.

## Cristallisation
L'hydrohalite cristallise dans le système monoclinique sous forme de cristaux allongés, jusqu'à 1 centimètre, s'entrecroisant avec la halite.
Elle cristallise dans le système monoclinique ou triclinique, parfois pseudohexagonaux aplatis et en forme de minuscules feuilles et aiguilles. La cohésion est imparfaite, rassemblée en druses granuleuses.
Les formes {001}, {010}, {110}, {011}, {021} et {-1.1.1} ont été observées sur des cristaux artificiels.

## Propriétés thermodynamiques

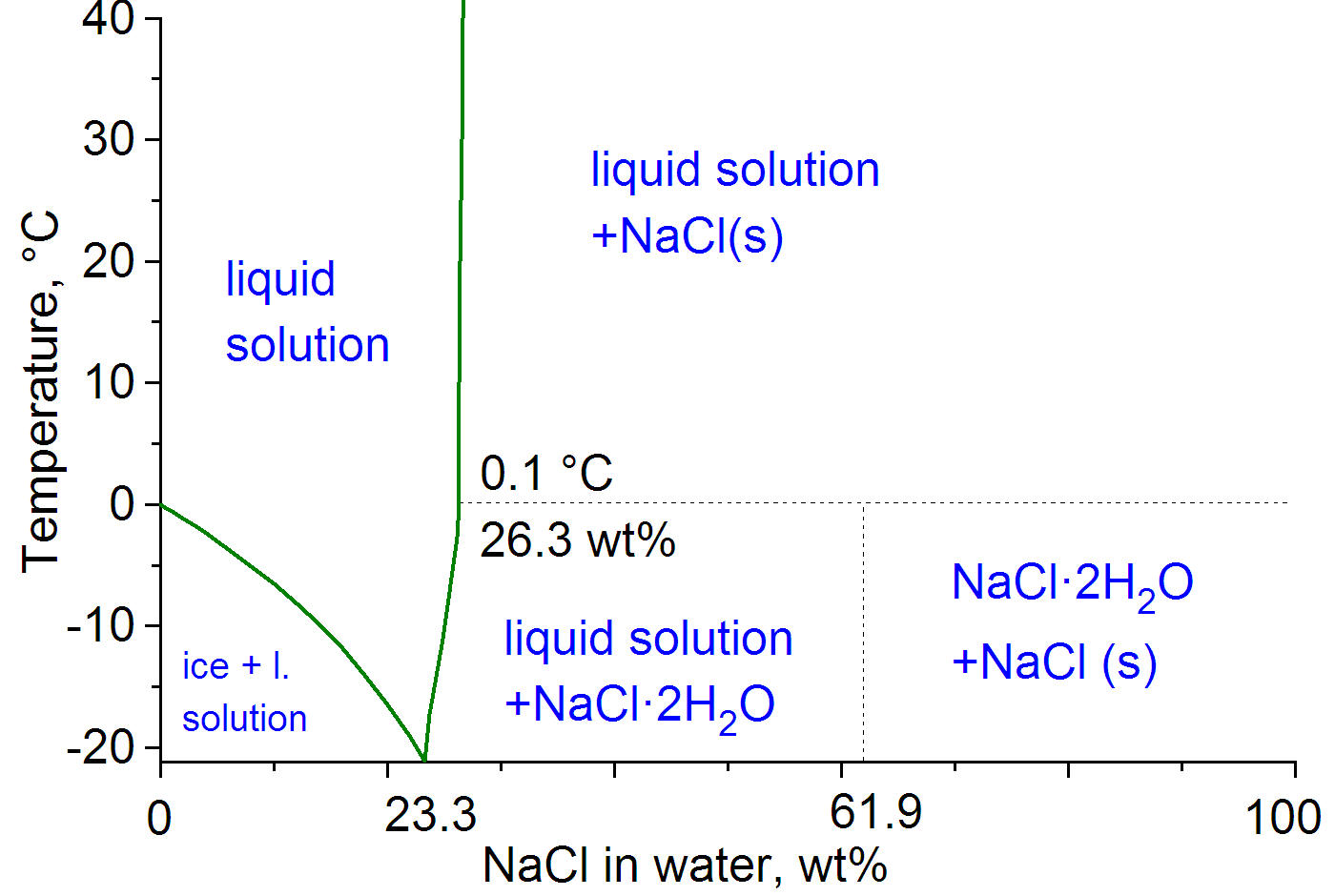
Diagramme de phase du mélange H_{2}O–NaCl

L'hydrohalite a une énergie de nucléation élevée et les solutions doivent normalement être surfondues pour que des cristaux se forment. L'eutectique est à −21,21 °C :
- au-dessus de cette température, l'hydrohalite existe :
  - soit en équilibre avec l'eau liquide saturée de halite ;
  - soit en équilibre avec de la halite solide ;

- en-dessous de cette température, un mélange eutectique d'hydrohalite et de glace se forme.

L'hydrohalite a un coefficient de température de solubilité positif élevé, contrairement à la halite. L'hydrohalite se décompose à 0,1 °C, donnant une saumure salée et de la halite solide.
Sous pression, l'hydrohalite est stable entre 7 900 et 11 600 atmosphères de pression. Le point de décomposition augmente à un rythme de 0,007 K par atmosphère (pour 1 à 1 000 atmosphères). La température de décomposition maximale est de 25,8 °C sous 9 400 atmosphères. Au-dessus de cette pression, le point de décomposition diminue.
Elle fond sous sa propre pression de vapeur à -0,1 °C, se transformant en halite. On la retrouve souvent dans les inclusions fluides.

## Localisation des gisements
Les gisements se trouvent en Antarctique de l'Est (Terre Victoria), en Autriche (Salzbourg), au Canada (Nunavut et Saskatchewan), au Chili (Antofagasta), en Chine (Mongolie intérieure, Qinghai, Tibet et Xinjiang), en Allemagne (Baden-Württemberg), en Inde (Jharkhand), au Mexique (Hidalgo), en Norvège (Agder et Buskerud) et en Roumanie (Harghita).
Par exemple, en Russie :
- à Kempendajskiy en Yakoutie, l'hydrohalite recouvre le fond et les rives des lacs peu profonds en hiver. Lors de fortes gelées, une épaisseur de sel d'une hauteur allant jusqu'à 4 m et d'une circonférence de 200 m s'y forme.
- au lac Razval dans l'Oblast d'Orenbourg, l'hydrohalite forme des croûtes au fond du lac en permanence, car même pendant les mois d'été la température du lac varie entre −8 °C et 0 °C. En 1949, elles atteignaient une épaisseur de 4,5 m.